# Королевское валютное управление Бутана
Королевское валютное управление Бутана (англ. Royal Monetary Authority of Bhutan) — принадлежащее правительству Королевства Бутан учреждение, выполняющее функции центрального банка.

## История
В 1968 году создан Банк Бутана. В 1982 году, после утверждения на 56-й сессии Национальной ассамблеи, создано Королевское валютное управление Бутана. Управление начало операции в 1983 году. Управление выполняет функции центрального банка, ранее выполнявшиеся тремя организациями: Министерством финансов, Государственной торговой корпорацией Бутана и Банком Бутана. Штаб-квартира управления находится в Тхимпху, его возглавляет министр финансов Льонпо Вангди Норбу.

## Задачи управления
В задачи управления входит регулирование наличных денег и валютных операций, а также способствование финансовой стабильности. Управление контролирует и регулирует деятельность банков и финансовых институтов. Оно принимает участие в создании соответствующих условий и структуры для сбалансированного роста экономики. Управление также выпускает национальную валюту — нгултрум.

## Структура управления
В состав управления входит 11 отделов:
- Отдел эмиссии (The Issue Division)
- Отдел исследования и статистики (The Research & Statistics Division)
- Отдел банковских операций (The Banking Division)
- Отдел иностранной валюты и управления резервами (The Foreign Exchange and Reserve Management Division)
- Отдел контроля за финансовыми учреждениями (The Financial Institutions Supervision Division)
- Отдел управления и финансирования (The Administration and Finance Division)
- Отдел информационных технологий (The Information Technology Division)
- Отдел внутреннего аудита (The Internal Audit Division)
- Отдел развития людских ресурсов (The Human Resource Development Division)
- Протокольный отдел (The Hospitality and Protocols Division)
- Библиотечный отдел (Library Division)

## Руководители
- Сонам Чоден Вангчук (с 1982 по ?)